# Jacques Charles

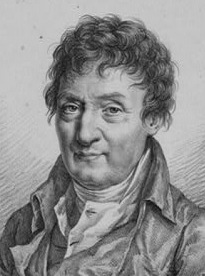
Jacques Charles

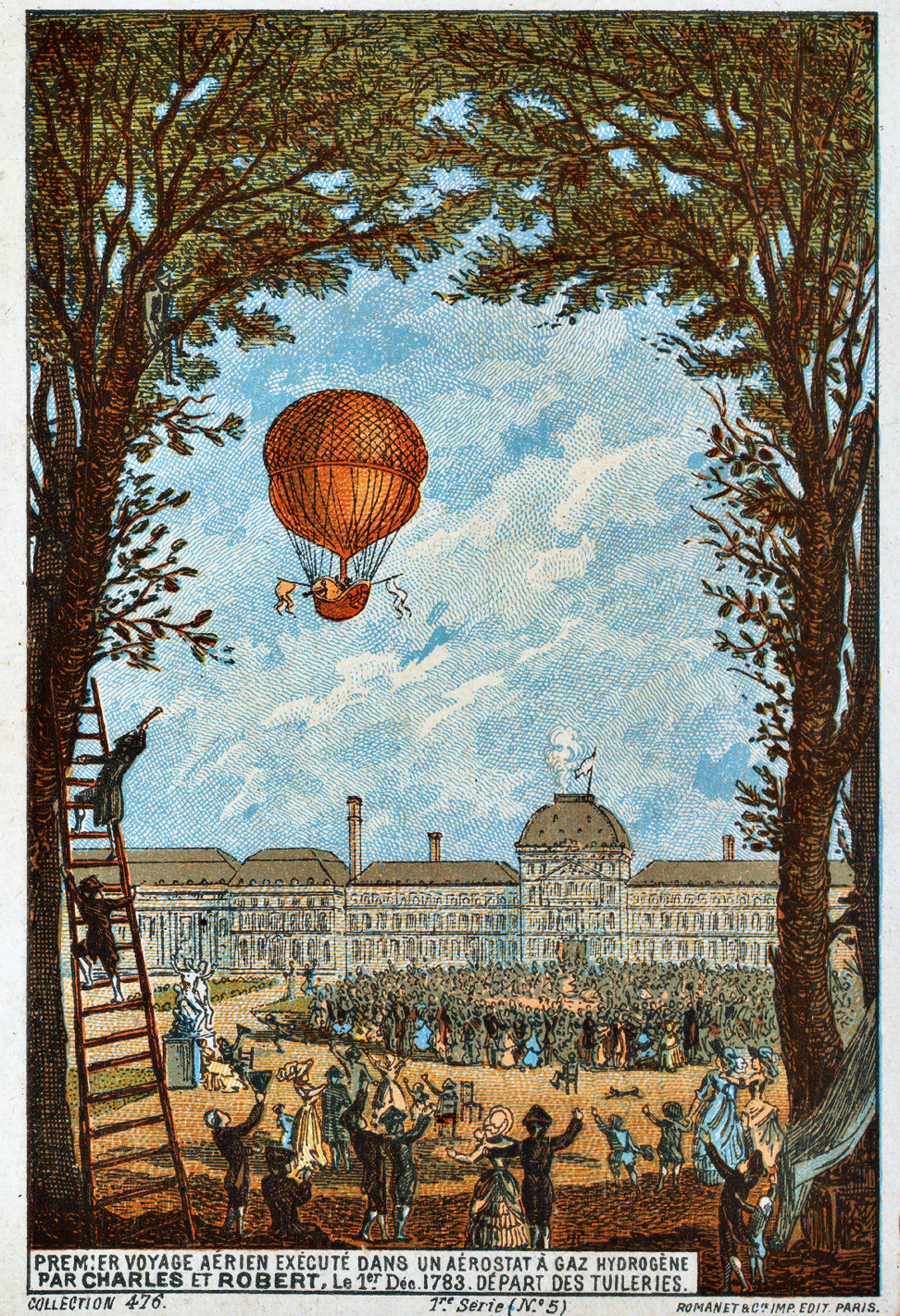
Första uppstigningen med Jacques Charles ballong.

Jacques Alexandre César Charles, född 12 november 1746 i Beaugency i Loiret, död 7 april 1823 i Paris, var en fransk fysiker, matematiker och pionjär med gasballonger. Charlière har blivit synonymt med gasballong.

## Verksamhet
Charles sysslade med fysik efter att han bekantat sig med Benjamin Franklins elektricitetslära. 
Han valdes in i Académie française 1785 och blev sedermera professor i fysik. I Paris höll han föreläsningar om experimentell fysik, vilka rönte framgång bland studenterna. I synnerhet vad gällde svårare experiment utmärkte han sig med särskild skicklighet.
År 1787 upptäckte han strax innan Gay-Lussac sambandet mellan temperaturförändringar och volymförändringar hos gaser, varför denna lagbundenhet ofta benämns som Charles lag.

## Luftfart
Charles som var medlem i Franska vetenskapsakademien erbjöd sig 1783 att tillverka en vätgasballong när akademin blev uppmärksammad på de försök bröderna Montgolfier utförde med sina varmluftsballonger. Efter ett föredrag för akademin där han erbjöd sig att tillsammans med bröderna Ainé och Cadet Robert bygga en ballong och utföra en flygning utan kostnad för akademin, lyckades han få en förmånligare ställning än bröderna Montgolfier.

### Första ballongen
De konstruerade en liten ballong Globe som var 3,7 meter i diameter med en volym av 2,7 kubikmeter som de planerade att fylla med vätgas. Första försöket där ballongen var förankrad med ett rep i marken utfördes 25 augusti 1783 vid Place des Victoires. Genom att hälla 225 kilogram svavelsyra på närmare ett halvt ton järnfilspån får han fram tillräckligt med vätgas för att fylla ballongen. Med vikter kontrollerade man bärkraften som bara visade sig vara 9,5 kilogram mot förväntade 16 kilogram. Dagen efter släppte man efter på repet och lät ballongen stiga till 35 meters höjd. Eftersom åskådarantalet var så stort bestämde man sig för att under natten flytta ballongen till Marsfältet. Den tre kilometer långa transporten var en fara i sig, ballongen läckte vätgas och den var omgiven av en mängd fackelbärande vakter. Inför tusentals åskådare, däribland Benjamin Franklin, släpptes ballongen klockan fem på eftermiddagen. En av åskådarna frågade Benjamin Franklin vad detta nya tekniska påfund egentligen skall vara till för nytta, varpå den 77-årige Franklin gav det bevingade svaret: – Och till vilken nytta är ett nyfött barn?
Ballongen steg snabbt till 900 meters höjd och försvann bakom Paris horisont. Den landade i byn Gonesse, där invånarna trodde att det var ett främmande vidunder och anföll det med högafflar.

### Andra uppstigningen
Charles och Robert inledde byggandet av en betydligt större charlière med en diameter på nio meter, där segmenten var utförda av siden som man impregnerade med en gummilösning.
På undersidan av ballongen monterade de en appendix (ventil) som användes när man fyllde ballongen. Det nya var att ventilen även kunde släppa ut gas om trycket blev för högt. För att kunna reglera höjden monterades en ventil på ballongens topp. Genom att dra i en lina kunde man släppa ut gas för att sänka sin höjd. Under ballongen monterade man en fantasifull ballongkorg i barockstil.  
I skydd av träd och militärer fyllde Charles ballongen med vätgas 1 december 1783 på Grand Avenue. När den var full drogs den till startplatsen i Tuilleriernas trädgårdar för att anslutas till ballongkorgen. Korgen var redan fylld med ballast och proviant. Charles släppte iväg fem små ballonger med vätgas för att se hur luftströmmarna gick i de högre luftlagren. Charles och Ainé Robert klev ombord, och man lastade av ballast tills farkosten var balanserad. Strax före start överlämnade Charles startsnöret för sin ballong till Joseph Montgolfier och när han sedan släppte snöret klockan 13.45 steg ballongen till väders. 
Ballongen steg till 600 meters höjd, där de båda flygarna vinkade med sina flaggor, och ett jubel utbröt bland åskådarna på marken. Ainé sparade på barlasten för att få flygningen att vara längre. Han kastade vid ett tillfälle en filt som landade i en kyrkspira. När de var nära byn Nesle beslöt Charles att de skulle landa eftersom solen var på väg ner, landningen blev perfekt efter att de kastat ut två lbs ballast för att undvika ett träd. Hertigen av Chartres och några bönder höll ballongen stilla medan Ainé klev ut. Ballongen som förlorat mycket gas var nu lös och mjuk, men Robert ansåg att bärkraften skulle räcka för en kort flygning. Han bad personerna släppa ballongen som steg som en pil högt upp. Barometern visade 10 000 fot och han kunde nu skryta med att han var den enda människa som sett solen gå ner två gånger samma dag. Han öppnade nu den övre ventilen och lät ballongen sjunka genom luftlagren. När han närmade sig marken kastade han ut tre lbs ballast för att få ballongen till att sakta in och landningen i närheten av Tour du Lay blev perfekt. Ballongen återbördades till Paris på en vagn. I Paris fick Charles och Robert ett triumfartat mottagande.

### Efteråt
Charles gjorde inga fler uppstigningar, ingen vet varför, men han fortsatte som ballongkonstruktör och rådgivare till andra ballongfarare.